# Râul Cuca, Olt
Râul Cuca este un afluent al râul Bistrița, care este un afluent al Oltului.